# Selaginella digitata
Selaginella digitata är en mosslummerväxtart som beskrevs av Antoine Frédéric Spring. Selaginella digitata ingår i släktet mosslumrar, och familjen mosslummerväxter. Inga underarter finns listade i Catalogue of Life.